# Обевеј
Обевеј (фр. Aubevoye) насеље је и општина у северној Француској у региону Горња Нормандија, у департману Ер која припада префектури Andelys.
По подацима из 2011. године у општини је живело 4852 становника, а густина насељености је износила 635,91 становника/km². Општина се простире на површини од 7,63 km². Налази се на средњој надморској висини од 20 метара (максималној 129 m, а минималној 8 m).

## Демографија
| 1962. | 1968. | 1975. | 1982. | 1990. | 1999. | 2011. |
| ----- | ----- | ----- | ----- | ----- | ----- | ----- |
| 1.671 | 1.707 | 2.188 | 2.632 | 3.879 | 3.819 | 4.852 |

График промене броја становника у току последњих година